# Od cveta do cveta
Od cveta do cveta  je dvanajsti studijski album Aleksandra Mežka, ki je izšel leta 1997 pri založbi Corona. Skladbe so bile posnete v studiu Room With A View, v Bournemouthu, v Združenem kraljestvu.
Album je bil leta 1997 nominiran za zlatega petelina za najboljši pop album.

## Seznam skladb
Avtor vseh skladb je Aleksander Mežek, razen, kjer je posebej napisano.
| Št. | Naslov                                | Dolžina |
| --- | ------------------------------------- | ------- |
| 1.  | „Od cveta do cveta‟                   | 3:27    |
| 2.  | „Dva delfina‟                         | 4:19    |
| 3.  | „Naj govore telesa‟                   | 4:47    |
| 4.  | „Rez v srce‟                          | 3:50    |
| 5.  | „Kakšen je to ples‟                   | 4:27    |
| 6.  | „Srebrni prah‟                        | 3:54    |
| 7.  | „Tvoj ujetnik‟                        | 3:53    |
| 8.  | „Strta sreča‟                         | 4:14    |
| 9.  | „Julija‟                              | 4:27    |
| 10. | „Love Across the Wire‟ (Mežek/Battle) | 3:56    |

## Zasedba
- Aleksander Mežek – vokal, vokalna spremljava
- Steve Smith – klaviature, programiranje
- Paul Beavis – bobni, tolkala
- Hywel Maggs – električna kitara, akustična kitara
- Adrienne Loehry – vokalna spremljava
- Ray Foster – vokalna spremljava (10)